# Козловский, Иван Андреевич
Князь Ива́н Андре́евич Козло́вский (? — после 1625) — дворянин московский, военный деятель Второго народного ополчения.

## Биография
Сын князя Андрея Григорьевича Козловского, из рода Козловских — Рюрикович в XXII колене.
В 1611 году, в эпоху междуцарствия, вместе с братьями: Фёдором, Василием и Петром, он собрал дружину в городе Романове и с нею очистил берега Волги от поляков. Затем он в Ярославле соединился с войсками князя Дмитрия Михайловича Пожарского и вместе прибыл под Москву, где не раз отличился во время её освобождения.
В 1613 году князь Иван Андреевич Козловский принимал участие в избрании Михаила Фёдоровича и при этом царе ещё в 1620-х годах числился дворянином по московскому списку. В 1825—1826 гг. — воевода в Костроме.
Единственный сын — князь Савелий Иванович Козловский (ум. после 1677), дворянин московский (1627—1677).